# Minorité allemande
Le Comité électoral et les listes Minorité allemande (en polonais : Mniejszość Niemiecka, et en allemand : Wahlkomitee Deutsche Minderheit) visent à représenter les intérêts des Allemands de Pologne, plus particulièrement ceux implantés en Silésie mais également, dans un premier temps, d'autres régions. Ils ne sont pas constitués en parti politique sur un plan formel, la structure n'existe qu'en période électorale, la structure permanente avec laquelle elle collabore est la Société sociale-culturelle des Allemands du district d'Opole.

## Élections nationales
La législation électorale polonaise, afin de rendre possible la représentation politique de cette minorité, l'exempte de la règle du seuil électoral de 5 % pour entrer au parlement. La Ligue des familles polonaises (LPR), un parti d'extrême droite qui a fait partie de la coalition au pouvoir en Pologne de 2005 à 2007, exigeait la suppression de cette exemption, mais n'a pas été suivie par les frères Jarosław et Lech Kaczyński qui dirigeaient la Pologne pendant cette période.
| Année | Voix    | %    | Sièges |
| ----- | ------- | ---- | ------ |
| 1991  | 132 059 | 1,18 | 7      |
| 1993  | 60 770  | 0,61 | 4      |
| 1997  | 51 027  | 0,39 | 2      |
| 2001  | 47 230  | 0,36 | 2      |
| 2005  | 34 469  | 0,29 | 2      |
| 2007  | 32 462  | 0,20 | 1      |
| 2011  | 28 014  | 0,19 | 1      |
| 2015  | 27 530  | 0,18 | 1      |
| 2019  | 32 094  | 0,17 | 1      |
| 2023  | 25 778  | 0,12 | 0      |

### 1991
Lors de sa première participation électorale en octobre 1991, la liste "Minorité allemande" obtient 7 sièges au Sejm et 1 au Sénat.

### 1993
En 1993, il y avait deux listes, dans des provinces (voïvodies) différentes: Towarzystwo Społeczno-Kulturalne Mniejszości Niemieckiej na Śląsku Opolskim (en voïvodie d'Opole, 3 sièges) et Towarzystwo Społeczno-Kulturalne Niemców Województwa Katowickiego (dans la province de Katowice, 1 siège). Les quatre élus membres du "Club parlementaire de la minorité allemande" (Parlamentarne Koło Mniejszości Niemieckej) étaient Joachim Czernek, Henryk Kroll, Roman Kurzbauer, et Helmut Paździor. Cette année-là, la Towarzystwo Społeczno-Kulturalne Mniejszości Niemieckiej na Śląsku Opolskim avait également envoyé un élu au Sénat, Gerhard Bartodziej.

### 1997
En 1997, outre la voïvodie d'Opole et celle de Katowice, des listes "Minorité allemande" s'étaient également présentées dans les voïvodies (entretemps disparues) de Częstochowa (Niemcy Częstochowy), d'Elbląg (Mniejszosc Niemiecka Elblągu) et d'Olsztyn (Mniejszosc Niemiecka Wojewodztwa Olsztynskiego), ces deux dernières étant situées au nord, près de l'enclave russe de Kaliningrad. C'est en 1997 que la liste "Minorité allemande" a perdu son siège au Sénat, ainsi que le statut de parti au Sejm, en passant de quatre à deux sièges.

### 2005
En 2005 se présentait en voïvodie de Silésie (district de Gliwice) une liste de 11 candidats, "Mniejszości Niemieckiej Śląska", qui a obtenu 5.581 voix (0,05 %) et aucun élu. 
La liste Mniejszość Niemiecka avait quant à elle obtenu 12,92 % des voix dans la voïvodie d'Opole, avec des pointes jusqu'à 38,38 % dans le district (powiat) de Strzelce et 35,77 % dans celui de Krapkowice. Dans certaines communes (gmina), elle a même obtenu plus de 50 % des voix.

### 2007

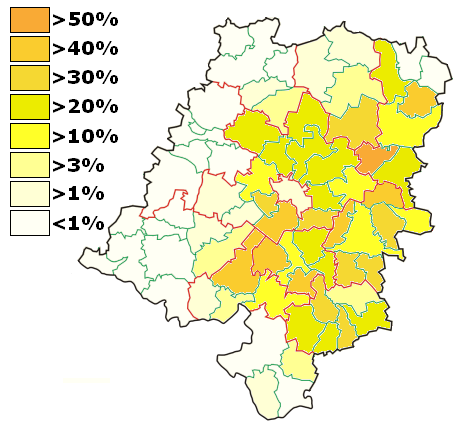
résultats de la liste aux législatives de 2007 dans la voïvodie d'Opole

Aux législatives de 2007, la liste Mniejszość Niemiecka de 21 candidats n'a obtenu avec 8,81 % des voix dans la voïvodie d'Opole qu'un seul élu à la Diète, Ryszard Galla (8.193 voix). Ce dernier siégeait déjà dans l'assemblée sortante et avait annoncé début septembre que son objectif était de passer de 2 à 3 députés, grâce aux voix de préférence des bourgmestres qui étaient venus renforcer la liste,. 
Le deuxième député sortant, Henryk Kroll (7 897 voix), qui siégeait déjà depuis plusieurs législatures, a quant à lui perdu son siège et a annoncé sa démission de la présidence de la Société sociale-culturelle des Allemands du district d'Opole (SKGD), dont les délégués devront élire son successeur début 2008. 
La liste au Sénat, qui comptait trois candidats, n'a recueilli aucun siège. 
Selon l'hebdomadaire bilingue Schlesisches Wochenblatt, les pertes de voix de la liste allemande auraient profité à la Plate-forme civique (PO) qui aurait recueilli 6 000 à 8 000 voix d'électeurs de la minorité. Il faut également noter que le taux de participation dans la voïvodie d'Opole n'a été que de 45,53 %, contre 53,88 % au niveau national (en 2005 : 33,47 % contre 40,57 % au niveau national),.

## Élections régionales
Lors des débats autour du redécoupage des régions polonaises en 1998, le SKGD et le Verband der deutschen sozial-kulturellen Gesellschaften in Polen (VdG) ont joué un rôle dans la mobilisation pour conserver la voïvodie d'Opole, que certains, à Varsovie, voulaient intégrer à une grande voïvodie de Silésie où la minorité allemande aurait été proportionnellement plus diluée. Le SKGD était allié dans cette revendication à un regroupement citoyen, le Comité de citoyens pour la défense de la voïvodie d'Opole (OKOOP), qui regroupait des personnes des diverses strates de la société, et de divers partis, excepté la droite nationaliste. En fin de compte, la voïvodie d'Opole fut maintenue, et la ville de Kluczbork, qui comptait une importante communauté allemande, fut détachée de l'ex-voïvodie de Czestochowa, à laquelle elle avait été attachée dans les années 1970. Par contre, le SKGD et le VdG ne réussirent pas à faire rattacher à Opole la ville de Raciborz et les territoires adjacents à la ville de Gliwice.
Aux élections régionales d'octobre 1998, la liste a décroché 13 mandats à la diète régionale de la voïvodie d'Opole, devenant le deuxième parti après l'Alliance de la gauche démocratique (14 sièges). Elle est par la suite descendue à 7 en 2002 et 2006, mais elle reste la troisième force politique régionale. Elle a participé, à chaque fois avec un poste de vice-président sur trois, aux coalitions de droite au pouvoir depuis la création de la voïvodie en 1998, d'abord avec Alliance électorale Solidarité et l'Union pour la liberté, de 2006 à 2010 avec les partis Droit et justice (PiS) et Plate-forme civique (PO), en 2010 et depuis 2014 avec la Plate-forme civique et le Parti paysan polonais.
| Année | Votes  | %     | Sièges |
| ----- | ------ | ----- | ------ |
| 1998  | ?      | ?     | 13     |
| 2002  | 54 385 | 18,61 | 7      |
| 2006  | 49 131 | 17,30 | 7      |
| 2010  | 53 670 | 17,77 | 6      |
| 2014  | 41 889 | 14,90 | 7      |

Élus régionaux
- 1998-2002: Hubert Beier, Leonard Cebula, Ryszard Donitza (vice-président), Edward Flak, Ryszard Galla, Joachim Jelito, Bruno Kosak, Antoni Kost, Józef Kotyś, Winfred Mleczko, Dieter Przewdzing, Maria Tomala, Maria Urbaniec
- 2002-2006: Krystian Adamik, Ryszard Donitza (vice-président), Bernard Gaida, Hubert Grabowski, Bruno Kosak, Hubert Niepala, Norbert Rasch
- 2006-2010: Herbert Czaja, Ryszard Donitza (vice-président), Andrzej Kasiura, Alojzy Kokot, Bruno Kosak, Józef Kotyś, Norbert Rasch
- 2010-2014: Krystian Adamik, Herbert Czaja, Ryszard Donitza, Hubert Kołodziej, Józef Kotyś (vice-président), Norbert Rasch
- 2014-2018: Herbert Czaja, Ryszard Donitza, Karina Grelich-Deszczka, Roman Kolek, Hubert Kołodziej, Józef Kotyś (vice-président), Norbert Rasch

## Élections municipales
Aux élections régionales et locales d'octobre 1998, les listes "Minorité allemande" entrèrent dans 41 des 71 conseils municipaux de la voïvodie d'Opole, surtout dans le sud et l'est, et prirent le contrôle des assemblées de district (powiat) de Kędzierzyn-Koźle, Krapkowice et Strzelce Opolskie, ainsi que des sièges dans 4 des 9 autres conseils de district et, pour la première fois, 2 sièges au conseil municipal de la Ville d'Opole. 
En voïvodie de Silésie par contre, chaque branche locale du VdG eut le choix de se présenter en tant que telle ou de présenter des candidats allemands sur des listes "polonaises", ce qui rendit possible l'entrée d'élus allemands aux conseils municipaux de Katowice et Gliwice, mais les candidats allemands aux municipales dans cette voïvodie obtinrent de piètres résultats, quelles que soient les listes sur lesquelles ils s'étaient présentés.
La liste comptait en 2007 22 bourgmestres dans la voïvodie d'Opole, qui compte 71 communes.

## Sources
1. 1 2 3  Ministère (allemand) des affaires étrangères, Pologne
2. ↑  2 listes
3. ↑  Simoncini, Gabriele, "National minorities in Poland at the end of the twentieth century", The Polish Review, Vol. XLIII, No. 2, 1998
4. ↑  Poland - 1997 Sajm elections
5. ↑  National Electoral Commission, Voting Results - Komitet Wyborczy Wyborców "Mniejszości Niemieckiej Śląska", 2005
6. ↑  National Electoral Commission, Voting Results - Komitet Wyborczy Wyborców "Mniejszość Niemiecka", 2005
7. ↑  Commission nationale électorale, Résultats du scrutin - Komitet Wyborczy Wyborców "Mniejszość Niemiecka", 2007
8. ↑  « Kampf um drei Sejm-Mandate »(Archive.org • Wikiwix • Archive.is • Google • Que faire ?), Schlesisches Wochenblatt 12/09/2007
9. ↑  « Engelbert Miś, 21 Kandidaten für den Sejm, 3 für den Senat »(Archive.org • Wikiwix • Archive.is • Google • Que faire ?), Schlesisches Wochenblatt 19/09/2007
10. ↑  « Nur Ryszard Galla bleibt im Sejm »(Archive.org • Wikiwix • Archive.is • Google • Que faire ?), Schlesisches Wochenblatt 24/10/2007
11. ↑  Commission nationale électorale, Résultats du scrutin, 2007
12. ↑  Commission nationale électorale, Résultats du scrutin, 2005
13. 1 2 3  Karl Cordell, The Germans of Opole Silesia and the Reform of Regional and Local Government in Poland, European Consortium for Political Research - Joint Sessions, Mannheim, 1999